# تيري إسحاق
تيري إسحاق هو رسام وفنان كندي، ولد في 1958.

## وصلات خارجية
- الموقع الرسمي